# USA-193

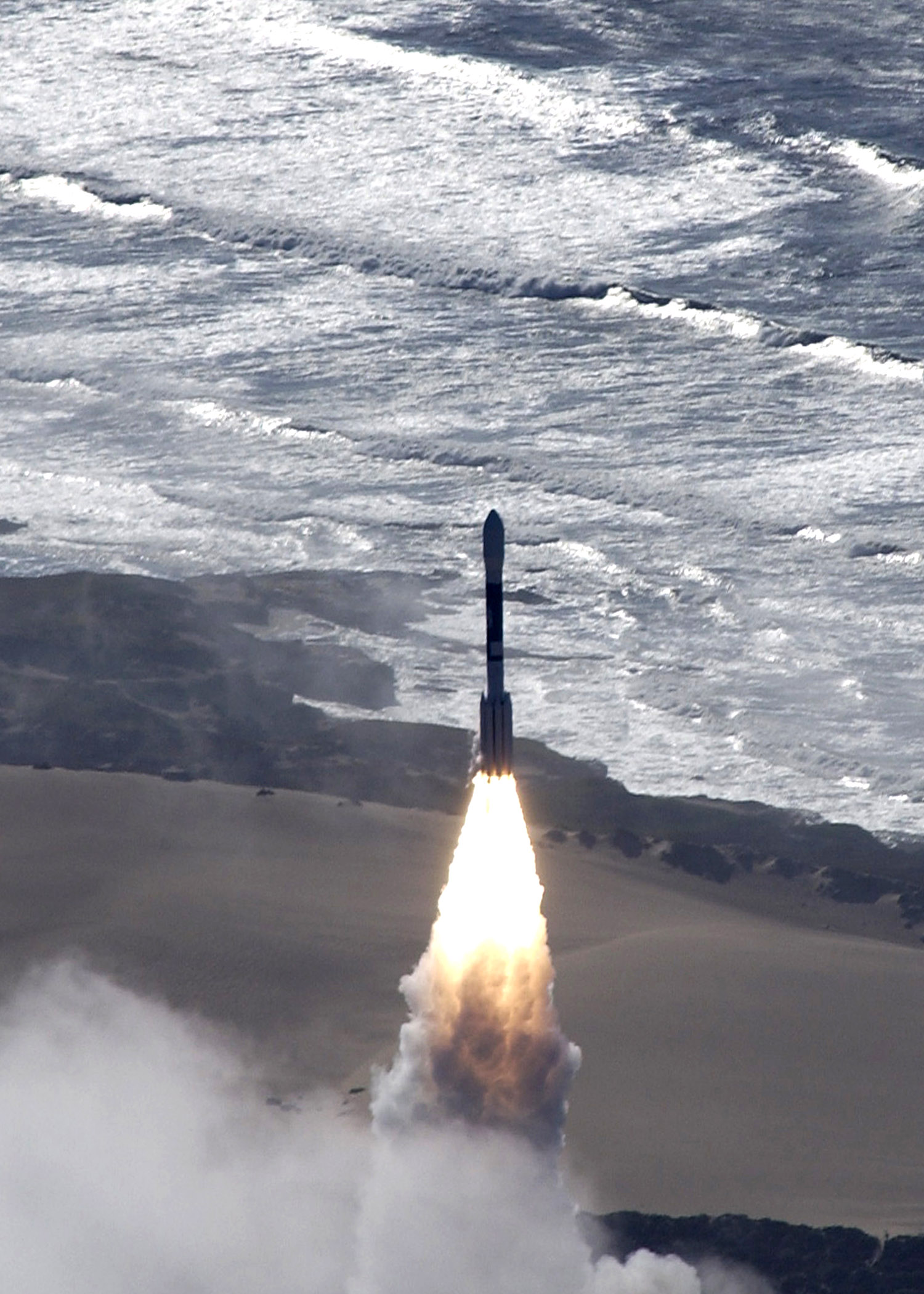
Запуск спутника с помощью ракеты-носителя Дельта-2.

USA-193 — экспериментальный разведывательный спутник военно-космической разведки США. Сообщалось, что он был создан по программе Future Imagery Architecture (FIA), закрытой в 2005 году.
Запущен 14 декабря 2006 года с базы ВВС США «Ванденберг» (Калифорния) ракетой-носителем Дельта-2. Спутник был благополучно выведен на низкую орбиту, в это же время связь с ним прервалась. По информации СМИ, со ссылкой на анонимный источник, на спутнике возникла проблема с бортовым компьютером.
После появления в прессе волны сообщений о наличии на спутнике бака с более чем 454 кг ядовитого горючего — гидразина, официальные лица США объявили о планах по уничтожению спутника на орбите. При этом они сообщили, что эта ситуация отличается от уничтожения Китаем своего спутника примерно за год до того, что получило осуждение со стороны официального Вашингтона (11 января 2007 года в результате уничтожения Китаем своего метеорологического спутника Фэнъюнь-1С весом 1000 кг на высоте 864 км, в космосе осталось более чем 100 тысяч различных осколков, из них около 2600 — диагональю более 10 сантиметров). По их заявлению, китайский спутник находился на стабильной орбите и его осколки будут оставаться в космосе длительное время, а USA-193 находился на низкой неустойчивой орбите, так что все осколки в скором времени должны сгореть в атмосфере.
21 февраля 2008 года с крейсера  «Лейк Эри» (Lake Erie) в Тихом океане, в 22:26 среды по Восточному стандартному времени (06:26 четверга мск) была выпущена ракета SM-3 комплекса ПРО Aegis, которая поразила находящийся на высоте 247 километров спутник, двигающийся со скоростью 27,3 тысячи км/ч (7,6 км/с).
Российское правительство обвинило США в проведении испытаний оружия в интересах создания системы ПРО, способной в том числе уничтожать иностранные спутники (предыдущий эксперимент по уничтожению спутника США осуществили в 1985 году).